# Franz Ludwig Catel
Franz Ludwig Catel (født 22. februar 1778 i Berlin, død 19. december 1856 i Rom) var en tysk maler.
Catel arbejdede i begyndelsen mest med pen, tusk og vandfarver (illustrationer til Goethes Hermann und Dorothea, 1799); i Paris lagde han sig efter oliemaleriet, og i Italien, hans andet hjem, uddannede han sig i landskabskunsten. Her, i Rom, sluttede han sig til den kunstnerkreds, der betegnes ved navne som Overbeck, Cornelius og Koch, og her malede han de da moderne skønne landskaber med effektfulde lysforhold, rig arkitektur, perspektivisk virkning og store, rene linjer, der breder sig stærkt på det rent maleriskes bekostning. Fra 1830 opholdt han sig hyppig på sit gods ved Macerata i Marc Ancona.
Til de bekendteste arbejder af denne dygtige, men konventionelt-akademiske kunst hører "Sankt Peterskirkens kolonnade i måneskin", "Via Appia", "Storm på Ætna", "Vesuvs krater", "Kloster ved Amalfi" etc. I Thorvaldsens Museum ses "En napolitansk fiskerfamilie", "Grotte i Mæcenas' villa i Tivoli" og "Natstykke" (motiv efter Chateaubriand), i Münchens nye pinakotek blandt andet "Spansk vinknejpe på Ripa Grande i Rom" (med portrætter af kronprins Ludvig af Bayern og hans kunstnerkreds). Catel malede også historie- og genrebilleder. Flere arbejder findes i Kunstmuseet i København.